# سام سميث (لاعب كرة قدم)
سام سميث (بالإنجليزية: Sam Smith)‏ (7 سبتمبر 1909 في المملكة المتحدة - 1 نوفمبر 1994 بإنجلترا في المملكة المتحدة) هو لاعب كرة قدم بريطاني (وحمل سابقاً جنسية المملكة المتحدة لبريطانيا العظمى وأيرلندا) في مركز الهجوم. لعب مع برمنغهام سيتي وتشيلسي ونادي والسول ونورويتش سيتي ونادي ستوربريدج.